# Achlyodidini
Achlyodidini este un trib care conține specii de fluturi din familia Hesperiidae. Conține 15 genuri.

## Genuri
| - Achlyodes - Achylodes - Aethilla - Atarnes - Charidia | - Doberes - Eantis - Gindanes - Haemactis - Milanion | - Ouleus - Paramimus - Pythonides - Quadrus - Zera |